# Reinhold Solger
Reinhold Carl Ernst Friedrich Solger (* 5. Juli 1817 in Stettin; † 11. Januar 1866 in Washington, D.C.) war ein deutschamerikanischer Politiker, Gelehrter und Schriftsteller.

## Leben
Reinhold Solger war ein Neffe des Philosophen Karl Wilhelm Ferdinand Solger. Er besuchte das Gymnasium in Züllichau. Er studierte ab Frühjahr 1837 Theologie und Philosophie an der Universität Halle bei Heinrich Leo und ab 1840 die Universität in Greifswald. Während seines Studiums wurde er 1839 Mitglied der Alten Halleschen Burschenschaft. Als Mitglied des Corps Marchia Halle (1839) und des Corps Guestfalia Greifswald (1840) gehörte er zu den Gründern des Corps Borussia Greifswald, das ihm später die Ehrenmitgliedschaft verlieh. 1842 schloss er sein Studium an der Friedrich-Wilhelms-Universität zu Berlin ab. Als Verwaltungsbeamter diente er in Potsdam.
1843 weilte er in Liverpool als Hauslehrer. Er begab sich 1844 nach Paris, wo er mit Herzen, Herwegh und Bernays verkehrte, ebenso wie mit Bakunin. Die Februarrevolution 1848 erlebte er in Paris. Im April 1848 kehrte er nach Berlin zurück und schloss sich dem Demokratischen Club an. Bis zur gewaltsamen Auflösung der Preußischen Nationalversammlung am 14. November 1848 war er dessen Mitglied. Wegen seiner Teilnahme an der Badischen Revolution als Sekretär von Ludwik Mierosławski musste Solger Preußen verlassen, da ihm Festungshaft drohte. Im Dezember 1849 verbreitete die preußische Kreuz-Zeitung das Gerücht, dass er der „rothrepublikanische Emissär Saulis“ sei, der für Frankreich Propaganda betreibt. Er fiel erst 1862 unter die preußische allgemeine Amnestie.
Seine Flucht führte ihn über die Schweiz von Bern und Zürich nach Paris und London. In London verkehrte er mit Charles Dickens, Thomas Carlyle, Edward Bulwer-Lytton und Gottfried Kinkel. 1853 wanderte er in die Vereinigten Staaten aus. Als Professor für Geschichte hielt er zwischen 1857 und 1859 zahlreiche Vorträge am Lowell Institute in Boston. 1859 erhielt er die Staatsbürgerschaft der Vereinigten Staaten. Er gehörte zu den prominenten Vertretern der sogenannten Forty-Eighters und verkehrte hier mit Carl Schurz und Friedrich Kapp. Der Gouverneur des Bundesstaats Massachusetts John Albion Andrew schrieb: „Solgers hat sicherlich genauso viel [für die Wahl Lincolns] getan, um die Unterstützung der Deutschen im Osten für die republikanische Sache zu gewinnen, wie sein Landsmann Carl Schurz im Osten“. 1862 wurde Solger auf Vorschlag von General Franz Sigel und anderen als Professor für die Militär-Akademie West Point vorgeschlagen. In Washington D.C. übernahm den Posten eines Staatssekretärs im United States Department of the Treasury auf Vorschlag vom Abraham Lincoln im Mai 1863. Sein Leben endete durch einen Schlaganfall am 11. Januar 1866. Er wurde auf dem Congressional Cemetery am 13. Januar 1866 beigesetzt.
Sein bekanntestes Werk ist der Roman Anton in Amerika, der zuerst 1862 im New-Yorker Criminal-Zeitung und Belletristisches Journal erschien. Er widmete sein Buch Johann Bernhard Stallo und Friedrich Kapp.
Nach der Volkszählung 1855 in Massachusetts war der mit Adéle Marie Bèmere (* 1828) verheiratet, die Hochzeit war am 18. Februar 1848 in Paris, und hatte drei Kinder: Lucy Marie Solger (* 24. Dezember 1848 in Frankfurt am Main), Julius Solger (* 1852 in Bradford, Yorkshire) und Juliet Solger (* 20. März 1855 in Roxbury, Massachusetts).

## Werke
- Gedichte. In: Deutscher Musenalmanach für 1840. Hrsg. von Theodor Echtermeyer und Arnold Ruge. M. Simion, Berlin 1840, S. 264–265. Digitalisat
- Die Geschichte von Hanns von Katzenfingen, dem Preußischen Gardelieutenant. Ein Fragment. In Commission der Vereins-Buchdruckerei, Berlin 1848.[13]
- Die französische Republik. Geschichte der denkwürdigen Tage des Februar 1848. In: Die neue Zeit. Darstellung der Weltereignisse seit dem Jahre 1848. Otto Wigand, Leipzig und Wien 1848, S. 9–56. Digitalisat
- Der Reichstagsprofessor. Posse in einem Akt. In: Vierteljahrsschrift für angewandte Bücherkunde. Max Harrwitz 1919, Jg. 2 (1919) S. 51–81.[14][15]
- Wir. In: Deutsche Monatsschrift für Politik, Wissenschaft, Kunst und Leben. Hrsg. von Adolph Kolatschek. Bremen 1851, S. 241–254.Digitalisat
- Wer ist Schuld? Novelle von Alexander Herzen. Aus dem russischen übersetzt von Dr. W. Wolfsohn. In: Deutsche Monatsschrift für Politik, Wissenschaft, Kunst und Leben. Hrsg. von Adolph Kolatschek. Bremen 1851, S. 366–375. books.google.de
- States-system of Europe. Being a course of lectures exposing modern functionary-ism and diplomacy. R. Theobald, London 1854. books.google.de
- Reden des Herrn Dr. Reinhold Solger und des Herrn Dr. Friedrich Hedge am hundertjährigen Geburtstage Schillers zu Boston, den 10. November 1859. H. Vossnack, Boston 1859.
  - Dr. R. Solger’s prize poem at the celebration of the centennial birthday of Frederick Schiller. D. Appleton and Company, New York 1859.
- Anton in Amerika. Seitenstück zu Freytags „Soll und Haben“. Aus dem deutsch-amerikanischen Leben. 2 Bände. C. M. Roskowski, Bromberg 1862. Erster Band Digitalisat Zweiter Band Digitalisat
  - Anton in Amerika. Novelle aus dem deutsch-amerikanischen Leben. Erster Theil. E. Steiger, New York 1872. (Deutsch-amerikanische Bibliothek, Band 1) Digitalisat
  - Anton in Amerika. Novelle aus dem deutsch-amerikanischen Leben. Zweiter Theil. E. Steiger, New York 1872. (Deutsch-amerikanische Bibliothek, Band 2) Digitalisat
- Die Krisis in den Vereinigten Staaten. In: Deutsche Jahrbücher für Politik. Band 4. 1862, S. 389–424.books.google.de
- Memorial on the Schleswig-Holstein question. Adressed to Bradford R. Wood, Minister to the Court of Denmark, Copenhagen. Baker & Godwin, New York 1862.[16]
- Berthold Auerbach’s Volks-Kalender auf das Jahr 1863. Mit Beiträgen von Gottfried Keller, Berthold Sigismund, Reinhold Solger, Rudolf Virchow u. a. Ernst Keil, Leipzig 1863.
- J. Roemer: Polyglot reader, and guide for translation: consisting of a series of English extracts, with their translation into French, German, Spanish, and Italian. The several parts designed to serve as mutual keys. Germany translation by Reinhold Solger. D. Appleton and Company, New York 1865. Digitalisat